# Барвінкове (станція)
Барві́нкове — проміжна залізнична станція Лиманської дирекції Донецької залізниці на лінії Лозова — Слов'янськ між станціями Гусарівка (10 км) та Язикове (8 км). Розташована у місті Барвінкове Ізюмського району Харківської області.

## Історія
Станція Барвінкове відкрита у грудні 1869 року (за новим стилем — у січні 1870 року), разом із ділянкою Курсько-Харково-Азовської залізниці від Харкова до Ростова. Станція успадкувала свою назву від великого козацького села, поруч із яким пройшла залізниця. За даними 1872 року на станції здійснювали зупинку поштовий (вагони I i II класу) та пасажирський (вагони II i III класу) поїзди у сполученні Курськ — Ростов. У 1882 році кількість пар поїздів із зупинкою по Барвінковому збільшилася до трьох: поштовий (вагони I, II i III класу), пасажирський (вагони I і II класу), вантажно-пасажирський (вагони III класу). Таку ж саму кількість пар пасажирських поїздів було закладено на даній ділянці у 1892—1893 роках.
Окрім пасажирського руху, по станції Барвінкове також передбачалося навантаження сільськогосподарських і гірничозаводських вантажів. Станом на 1892 рік, станція Барвінкове відправила вантажі низької швидкості в наступних обсягах: пшениця — 1,37 млн пудів, ячмінь — 579 тис. пудів, жито — 274 тис. пудів, овес — 115 тис. пудів, дрова — 43 тис. пудів, борошно — 36 тис. пудів, ліс — 13 тис. пудів, гас — 1 тис. пудів. Прибуття вантажів за аналогічний період: вугілля — 122 тис. пудів, ліс — 77 тис. пудів, сіль — 59 тис. пудів, гас — 36 тис. пудів, нафта — 18 тис. пудів, борошно — 14 тис. пудів, пшениця — 3 тис. пудів, жито — 2 тис. пудів, ячмінь — 1 тис. пудів. У 1890-х роках переважну більшість вантажообігу станції складали хлібні вантажі, з них половину обсягів займала пшениця.
У 1860—1870-х роках XIX століття розпочалася кустарна розробка кам'яного вугілля на Петровській ділянці родовища, втім на Барвінкове вугілля майже не потрапляло через велику відстань (понад 20 верст) від родовища до станції, а також високу вартість гужової доставки вугілля. У 1896 році станція Барвінкове відвантажила лише 1 тис. пудів вугілля (неповні 2 вагони), а у 1901 році — 8 тис. пудів (13,5 вагонів по 600 пудів кожен). У середині 1890-х років XIX століття на станції Барвінкове сформувався ринок найму робітників на південні гірничозаводські промисли.
Станом на 1915 рік на станції Барвінкове налічувались такі підприємства: парові млини Еппа, Зименса, Классена, Любарського, Романенка, Рябіна (Богодарове), Тисена, Финченка, Г. Фрезе, Я. Фрезе, Хараджаєва, олійниця Педенка, механічні заводи Лендера, Соломахи і товариства «Луч», цегляні заводи Большакова і Голубової, Іщенка, Педенка, Фон-Циглера (Надєждовка), Ярошенка, завод фарби Іщенка, миловаренний завод Козьміна. Слобода Барвінкове та пристанційне селище інтенсивно розбудовувалося, завдяки географічному розташуванню станції — на перетині залізничної лінії Лозова — Горлівка із «великою проїжджою дорогою» Гришине — Куп'янськ — Єлєць.
У 1917 році на станції Барвінкове зупинялися пасажирські поїзди:
- № 5р/6р Петроград — Ростов (швидкий, вагони 1—2-го класу) із вагонами безпересадкового сполучення до Туапсе (2—3-й клас), Владикавказа (I—II клас), Новоросійська (3-й клас), Мінеральних Вод (2—3-й клас), Тифліса (3-й клас);
- № 3р/4р  Харків — Ростов (поштовий, вагони 1—3-го класу) із вагонами безпересадкового сполучення Москва — Тунельна — Новоросійськ (вагони 2—3 класу), Харків — Караванна (3-й клас) і Катеринослав — Луганськ (вагони 2—3 класу);
- № 13р/14р Харків — Ростов (пасажирський, вагони I—III класу) із вагонами безпересадкового сполучення Харків — Маріуполь (вагони 1—2 класу);
- № 93/94 Харків — Ростов (вантажно-пасажирський)[12].

Перші роки радянської влади ознаменувалися для станції Барвінкове початком курсування приміських поїздів у сполученні Слов'янськ — Барвінкове — 2 пари на добу, з них у 1922—1923 роках одна — до станції Гаврилівка). Також курсував пасажирсько-вантажний поїзд Полтава — Дебальцеве із «жорсткими» вагонами. Впродовж 1920—1930-х, і навіть, першої половини 1940-х років (включаючи період окупації України німецькими військами), змінювалося лише сполучення єдиного пасажирського поїзда, що продовжував курсувати від Лозової до Слов'янська, але кількість пар поїздів не змінювалася. У серпні 1942 року окупаційною владою було встановлено рух даного поїзда у сполученні Харків — Слов'янськ. Кількість пар поїздів на цьому напрямку почала збільшуватися у 1950-х роках.
7 квітня 2022 року, в ході російського вторгнення в Україну, російські окупанти  завдали обстріли, що спричинило руйнуванню шляхопроводу поблизу станції Барвінкове. Це був єдиний на той час контрольований Україною шлях залізницею із таких міст як Слов'янськ, Краматорськ та Лиман. «Дорога життя» для десятків тисяч українців була тимчасово заблокована, також був тимчасово заблокований рух трьох  евакуаційних поїздів із Слов'янську та Краматорську.

## Пасажирське сполучення
На станції Барвінкове зупиняються приміські та пасажирські поїзди.
| Рух поїздів далекого сполучення на осінь 2023 року | Рух поїздів далекого сполучення на осінь 2023 року | Рух поїздів далекого сполучення на осінь 2023 року | Рух поїздів далекого сполучення на осінь 2023 року | Рух поїздів далекого сполучення на осінь 2023 року | Рух поїздів далекого сполучення на осінь 2023 року |
| №                                                  | Маршрут сполучення                                 | Час прибуття                                       | Зупинка                                            | Час відправлення                                   | Періодичність курсування                           |
| -------------------------------------------------- | -------------------------------------------------- | -------------------------------------------------- | -------------------------------------------------- | -------------------------------------------------- | -------------------------------------------------- |
| 101                                                | Херсон — Краматорськ                               | 07:14                                              | 5                                                  | 07:19                                              | По непарних                                        |
| 102                                                | Краматорськ — Херсон                               | 10:22                                              | 5                                                  | 10:27                                              | По парних                                          |
| 192                                                | Одеса — Краматорськ                                | 14:03                                              | 2                                                  | 14:05                                              | По непарних                                        |
| 191                                                | Краматорськ — Одеса                                | 16:49                                              | 2                                                  | 16:51                                              | По парних                                          |
| 103                                                | Львів — Краматорськ                                | 14:03                                              | 2                                                  | 14:05                                              | По парних                                          |
| 103                                                | Краматорськ — Львів                                | 16:49                                              | 2                                                  | 16:51                                              | По непарних                                        |
| 711 Інтерсіті+                                     | Київ — Краматорськ                                 | 15:10                                              | 2                                                  | 15:12                                              | Щоденно                                            |
| 712 Інтерсіті+                                     | Краматорськ — Київ                                 | 12:43                                              | 2                                                  | 12:45                                              | Щоденно                                            |
| Рух приміських поїздів на осінь 2023 року          |                                                    |                                                    |                                                    |                                                    |                                                    |
| 6809                                               | Лозова — Слов'янськ                                | 06:32                                              | 1                                                  | 06:33                                              | Щоденно                                            |
| 6812/6822                                          | Краматорськ — Харків                               | 08:57                                              | 1                                                  | 08:58                                              | Щоденно                                            |
| 6812                                               | Верхівцеве — Краматорськ                           | 10:29                                              | 1                                                  | 10:30                                              | Щоденно, крім ср                                   |
| 6825/6815                                          | Харків — Слов'янськ                                | 11:03                                              | 1                                                  | 11:04                                              | Щоденно, крім чт                                   |
| 6802                                               | Слов'янськ — Лозова                                | 11:05                                              | 1                                                  | 11:06                                              | Щоденно                                            |
| 7006/7007                                          | Краматорськ — Верхівцеве                           | 14:07                                              | 1                                                  | 14:08                                              | Щоденно, крім вт                                   |
| 6803                                               | Лозова — Слов'янськ                                | 14:59                                              | 1                                                  | 15:00                                              | Щоденно                                            |
| 6816/6826                                          | Слов'янськ — Харків                                | 17:07                                              | 1                                                  | 17:08                                              | Щоденно, крім чт                                   |
| 6823/6813                                          | Харків — Краматорськ                               | 17:43                                              | 1                                                  | 17:44                                              | Щоденно                                            |
| 6808                                               | Слов'янськ — Лозова                                | 18:55                                              | 1                                                  | 18:56                                              | Щоденно                                            |